# Nienberge

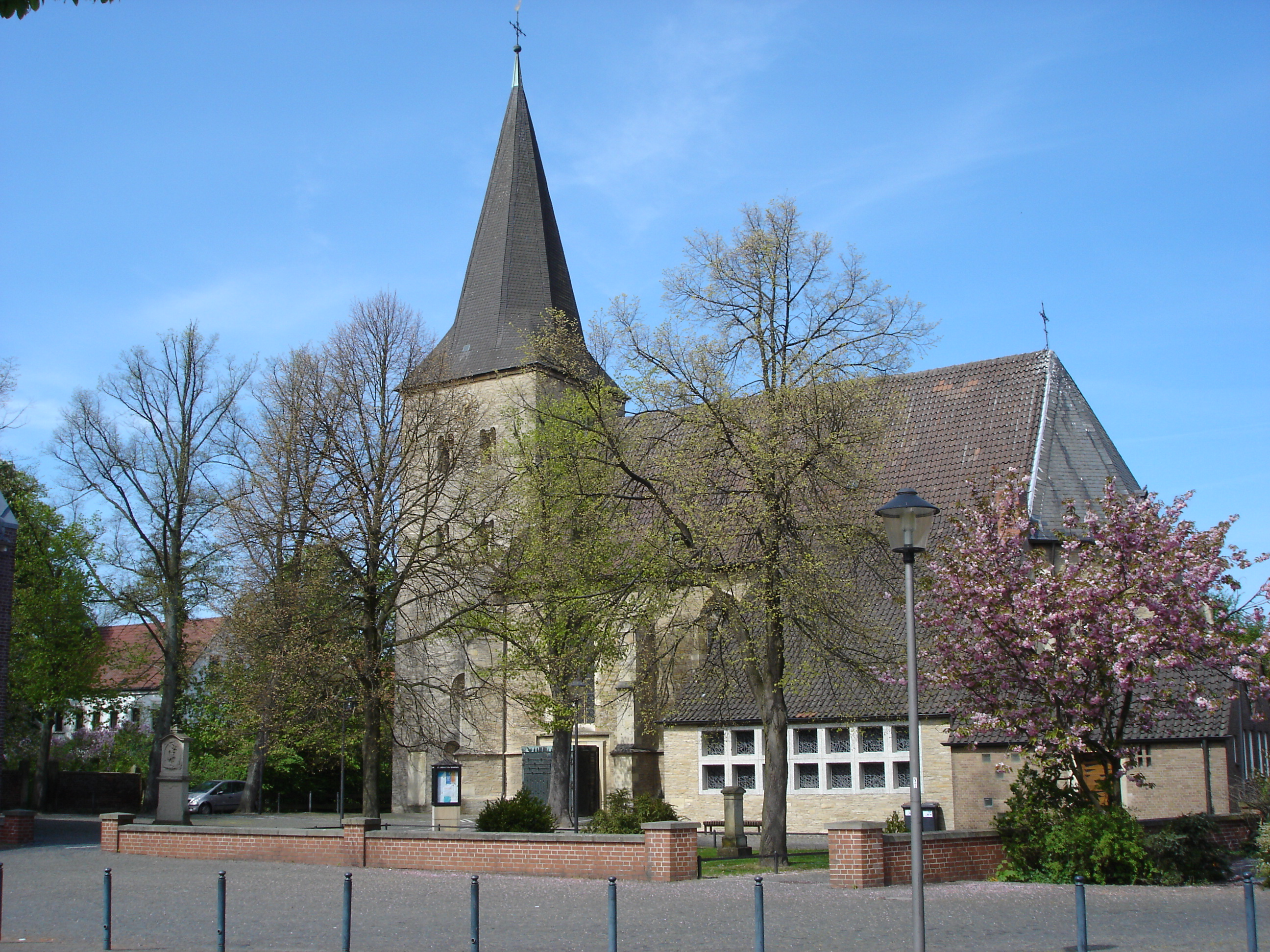
St. Sebastian in Nienberge

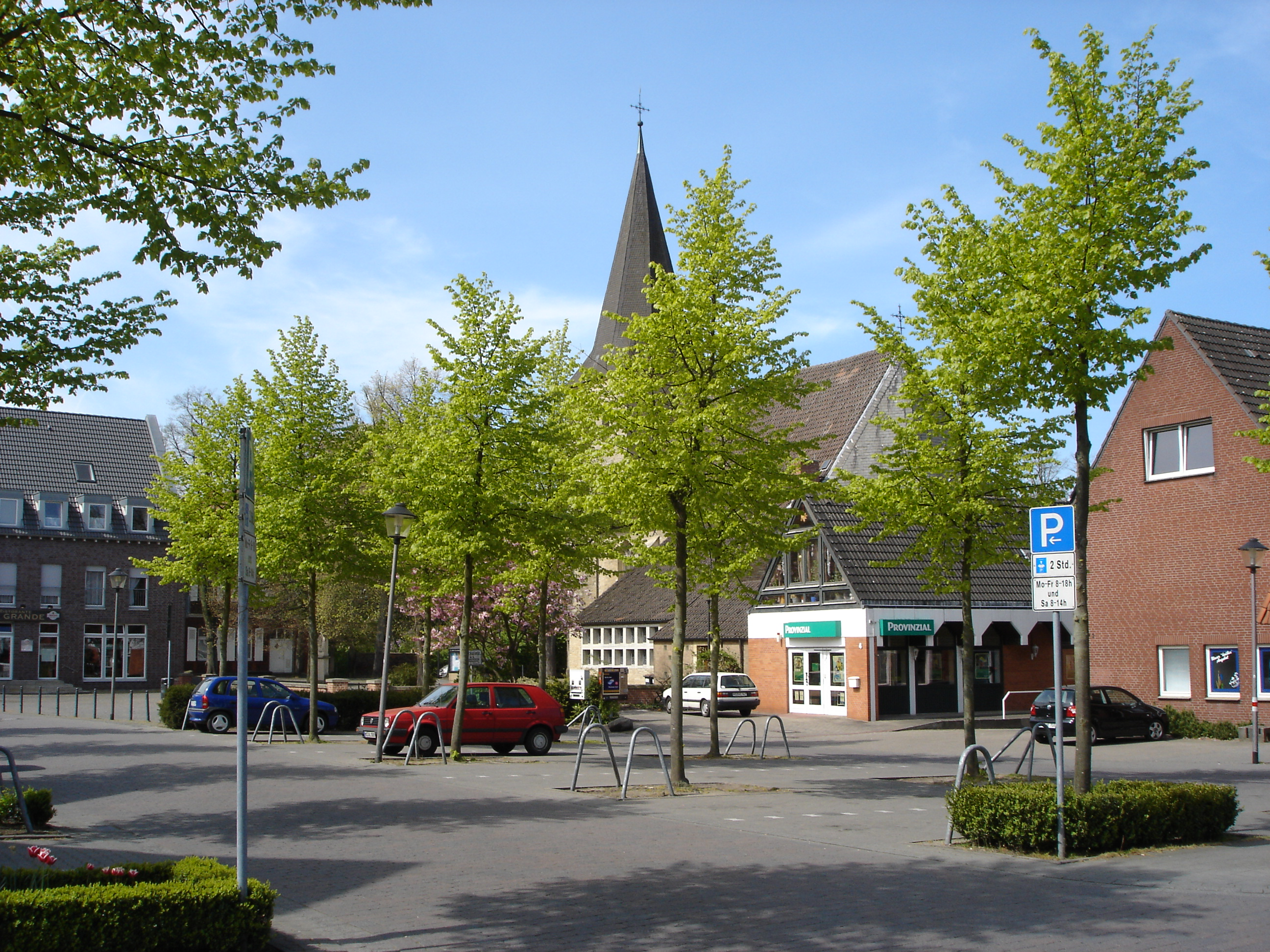
Zentrum von Nienberge, im Hintergrund St. Sebastian

Nienberge ist ein heute überwiegend von Wohngebieten geprägter Stadtteil im Norden des Stadtbezirks West von Münster.

## Geographie
Nienberge liegt direkt an der Abfahrt Münster-Nord der Autobahn 1 sowie an der Bundesstraße 54. Im Nienberger Ortsteil Häger befindet sich der Bahnhaltepunkt Nienberge-Häger an der Bahnstrecke Münster–Gronau. Im Norden von Nienberge entspringt der Nienberger Bach, und im Südwesten befinden sich zwei kleine Flüsse, die Aa und die Hunnebecke, die Münsters Aasee speisen. Die Aa bildet gleichzeitig die südliche Grenze zum Stadtteil Roxel. Auf einer Fläche von fast 28 Quadratkilometern wohnen fast 7000 Menschen. Nienberge grenzt im Osten an die Stadtteile Sprakel und Kinderhaus sowie im Süden an Gievenbeck und Roxel (Nennung im Uhrzeigersinn).

## Geschichte
Nienberge gehörte jahrhundertelang zum Kirchspiel Überwasser. Auf seinem Gebiet lagen Besitzungen des gleichnamigen Damenstifts, des Domkapitels und des Bischofs von Münster. Nienberge war jahrhundertelang ländlich geprägt; außer der Dorfbauerschaft gehörten dazu die Bauerschaften Uhlenbrock, Häger und Schonebeck. Es war (seit 1442) Sitz eines Zweiges des alten Adelsgeschlechts Schonebeck, die vermutlich schon im 11. Jahrhundert die Kirche St. Sebastian (Nienberge) stifteten und deren Patronatsherren blieben. Sie bewohnten bis ins 19. Jahrhundert Haus Nienberge. In den Bauerschaften Uhlenbrock und Schonebeck hatten auch die Kerckerinck und die Droste zu Hülshoff Besitzungen. In Nienberge liegt u. a. Haus Rüschhaus, das durch seinen Erbauer, Schlaun und durch die Dichterin Annette von Droste-Hülshoff berühmt ist.
Im Ersten Weltkrieg befand sich hier das größte Kriegsgefangenenlager im nordwestdeutschen Raum „Haus Spital“, von dem die Kriegsgräberstätte Haus Spital erhalten ist.
Im Rahmen der kommunalen Gebietsreform wurde die ehemals selbstständige Gemeinde am 1. Januar 1975 nach Münster eingemeindet und gehört seitdem zum Stadtbezirk West.

### Einwohnerentwicklung

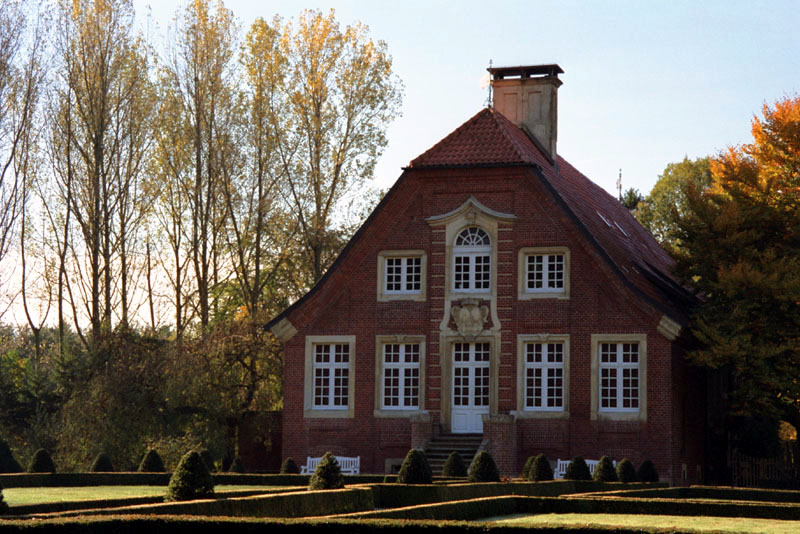
Das Haus Rüschhaus ist die bekannteste Sehenswürdigkeit von Nienberge.

| Jahr | Einwohner |
| ---- | --------- |
| 1498 | 500       |
| 1688 | 439       |
| 1835 | 998       |
| 1940 | 983       |
| 1950 | 2137      |
| 1960 | 2290      |
| 1961 | 2383      |
| 1970 | 3055      |
| 1974 | 3650      |
| 1980 | 6502      |
| 1997 | 7044      |
| 2006 | 6487      |
| 2012 | 6776      |
| 2014 | 6769      |
| 2015 | 6904      |
| 2022 | 7040      |

### Statistik
Strukturdaten der Bevölkerung in Nienberge am 31. Dezember 2020:
- Bevölkerungsanteil der unter 20-Jährigen: 18,1 % (Münsteraner Durchschnitt: 17,4 %)[4]
- Bevölkerungsanteil der mindestens 60-Jährigen: 29,5 % (Münsteraner Durchschnitt 23,5 %)[5]
- Ausländeranteil: 10,4 % (Münsteraner Durchschnitt: 10,9 %)[6]

## Wappen
Blasonierung: „Ein silberner (weißer) Schild, gespalten, vorn ein linksschräger blauer Balken, belegt mit drei goldenen (gelben) Jagdhörnern; hinten drei waagerechte rote Balken, darüber aus einem grünen Dreiberg wachsend, ein silberner (weißer) Kirchturm mit drei Fenstern (2:1), Spitzdach und schwarzem Kreuz.“ Der vordere Teil des Wappens basiert vermutlich auf dem Wappen der Herren von Nienberge, der hintere ist zum Teil „redend“ (Dreiberg – (Nien-)Berge), darauf der Turm der im 12. Jahrhundert erbauten Kirche St. Sebastian, dahinter die roten Balken der Herren von Schonebeck. 1282 verkaufte Dietrich v. Schonebeck die Freigrafschaft über das Kirchspiel Nienberge an den Münsterschen Bischof Everhard.

## Sehenswürdigkeiten
Der Münsteraner Stadtteil ist geprägt durch Wohngebiete und vorwiegend landwirtschaftlich genutztes Umland. Sehenswürdig sind unter anderem die katholische Pfarrkirche St. Sebastian mit spätromanischem Turm (um 1200) sowie spätgotischem Kirchenschiff (1499) und das von Johann Conrad Schlaun erbaute barocke Haus Rüschhaus, das später als Wohnsitz der Dichterin Annette von Droste-Hülshoff diente.

## Museen
- Haus Rüschhaus, Droste Museum, Am Rüschhaus 81
- Orgelmuseum Fleiter, Sessendrupweg 56

## Überregionale Firmen
- LexisNexis Deutschland Verlag für Rechts- und Wirtschaftsinformationen
- Westfleisch e.G.

## Vereine
- DJK Sportclub Nienberge
- Pfadfinderstamm Friedensreiter e. V.
- Reit- und Fahrverein Nienberge e. V.
- St. Jacobi Schützenbruderschaft e. V.
- Musikzug Nienberge e. V.
- Reit- und Fahrverein Nienberge-Schonebeck

## Verkehr
ÖPNV: Die Linien 5 und N85 sowie die Regionalbuslinien R72 und R73 binden Nienberge an die Innenstadt an.

## Persönlichkeiten

### Persönlichkeiten, die in Nienberge wohnten
- Alhard I. von Deckenbrock († 1399), Ritter, Ratsherr in Münster, letzter Droste des Domkapitels und Gutsbesitzer.
- Annette von Droste-Hülshoff (1797–1848), Dichterin und Komponistin, ihre Mutter Therese, geb. von  Haxthausen (1772–1853), ihre Schwester Jenny von Droste zu Hülshoff (1795–1859) sowie deren Neffen Moritz und Friedrich von Droste zu Hülshoff (1833–1905)
- Jürgen Untiedt (* 1930 in Münster), Professor für Geophysik und Lehrstuhlinhaber an der Universität Münster
- Rolf Krumsiek (1934–2009), Politiker (SPD), Minister für Wissenschaft und Forschung und Justizminister des Landes Nordrhein-Westfalen
- Godehard Ruppert (* 1953), Präsident a. D. der Otto-Friedrich-Universität Bamberg und Vorsitzender des Rundfunkrates des Bayerischen Rundfunks.
- Harald Sievers (* 1975), Politiker (CDU), Landrat des Landkreises Ravensburg
- Christian Pander (* 1983), Fußballspieler